# Wustuben (Presseck)
Wustuben ist ein Gemeindeteil des Marktes Presseck im Landkreis Kulmbach (Oberfranken, Bayern). Wustuben liegt in der Gemarkung Heinersreuth.

## Geografie
Der Weiler besteht aus zwei Siedlungen. Die aus vier Wohngebäuden bestehende Siedlung liegt bei einer Anhöhe des Frankenwaldes (604 m ü. NHN). Eine Gemeindeverbindungsstraße führt nach Elbersreuth (0,6 km südwestlich) bzw. zur Staatsstraße 2211 (0,2 km südlich). Ein Wirtschaftsweg führt zu der tiefer gelegenen aus zwei Wohngebäuden bestehende Siedlung (0,5 km nordöstlich).

## Geschichte

### Allgemein
Gegen Ende des 18. Jahrhunderts bestand Wustuben aus 6 Anwesen (2 Güter, 4 Tropfhäuser). Das Hochgericht sowie die Grundherrschaft übte die Herrschaft Wildenstein aus.
Mit dem Gemeindeedikt wurde Wustuben dem 1808 gebildeten Steuerdistrikt Heinersreuth und der im selben Jahr gebildeten Ruralgemeinde Heinersreuth zugewiesen. Bei der Vergabe der Hausnummern erhielt Wustuben die Nummern 29 bis 35 des Ortes Elbersreuth. Am 1. Januar 1978 wurde Wustuben im Rahmen der Gebietsreform in die Gemeinde Presseck eingegliedert.

### Baudenkmal
- Haus Nr. 34: Wohnstallhaus

### Einwohnerentwicklung
| Jahr      | 001818 | 001819 | 001861 | 001871 | 001885 | 001900 | 001925 | 001950 | 001961 | 001970 | 001987 |
| Einwohner |        | 46     | 57     | 60     | 52     | 48     | 40     | 49     | 33     | 24     | 7      |
| Häuser    | 7      |        |        |        | 8      | 8      | 7      | 7      | 7      |        | 7      |
| Quelle    | [ 6 ]  | [ 10 ] | [ 11 ] | [ 12 ] | [ 13 ] | [ 14 ] | [ 15 ] | [ 16 ] | [ 17 ] | [ 18 ] | [ 1 ]  |

## Religion
Wustuben ist seit der Reformation gemischt konfessionell. Die Protestanten sind nach Heilige Dreifaltigkeit (Presseck) gepfarrt, die Katholiken waren ursprünglich nach St. Jakobus der Ältere (Enchenreuth) gepfarrt, seit Mitte des 20. Jahrhunderts ist die Pfarrei St. Petrus Canisius (Presseck) zuständig.